# SN 2001bd
SN 2001bd – supernowa typu II odkryta 19 kwietnia 2001 roku w galaktyce A191310-6417. W momencie odkrycia miała maksymalną jasność 22,60m.